# Carrie Stevens
Carrie Stevens (Hardwick, Massachusetts, 1 de mayo de 1969) es una modelo y actriz estadounidense, nacida el 1 de mayo de 1969 en Hardwick, Massachusetts. Fue Playmate  de la Revista Playboy del mes de junio de 1997.
Entre sus exparejas incluye a Eric Carr de la banda de rock "Kiss" y Enrique Iglesias
Carrie ha aparecido en numerosos shows televisivos, y ha trabajado en episodios de Wild On! para E! Entertainment Television. También, ha realizado pequeños roles en Pacific Blue, Beverly Hills, 90210 y Two and a Half Men. Carrie apareció en el video musical  “Never Let You Go” del grupo Third Eye Blind.
Actualmente escribe una columna para la revista Hot Mom's Club. Ella vive con su hijo en Los Ángeles.
Recientemenete apareció invitada en Jake in Progress, lanzado en ABC en 2006.

## Filmografía en Playboy
- Red Hot Redheads (2001)
- Playboy's Playmates: Bustin' Out (2000)
- Playboy's Girls Next Door
- Playboy's Voluptuous Vixens (1997)
- Playboy Video Playmate Calendar 1998 (1997)